# Ligament postérieur de la tête de la fibula
Le ligament postérieur de la tête de la fibula (ou ligament péronéo-tibial postérieur et supérieur) est un ligament de l'articulation tibio-fibulaire proximale.
C'est une seule bande épaisse et large, qui passe obliquement vers le haut depuis l'arrière de la tête fibulaire jusqu'à l'arrière du condyle latéral du tibia.